# روتورک
روتورک (انگلیسی: Rotork) شرکت مهندسی بریتانیایی است، که در سال ۱۹۵۷ تأسیس شد.